# Russische militaire begraafplaats in Letschin
De Russische militaire begraafplaats in Letschin is een militaire begraafplaats in Brandenburg, Duitsland. Op de begraafplaats liggen omgekomen Russische militairen uit de Tweede Wereldoorlog.

## Begraafplaats
Vrijwel alle militairen kwamen aan het einde van de oorlog om het leven. De begraafplaats bevat een centraal gelegen monument, dat herinnert aan de slachtoffers. Er liggen 311 omgekomen militairen.